# Pomatias glaucus
Pomatias glaucus is een slakkensoort uit de familie van de Pomatiidae. De wetenschappelijke naam van de soort is voor het eerst geldig gepubliceerd in 1843 door Sowerby.